# Mezzo TV

Logo

Mezzo ist ein französischer Fernsehsender, der sich vorwiegend klassischer Musik, Oper, Ballett, Jazz und Weltmusik widmet. Er wurde 1992 gegründet und hieß bis 1998 France Supervision. Er ist über diverse Pay-TV-Pakete empfangbar.
Er hat den Slogan „Écouter, Voir, Oser“ (hören, schauen, wagen).